# Albuca scabrocostata
Albuca scabrocostata ist eine Pflanzenart der Gattung Albuca in der Familie der Spargelgewächse (Asparagaceae). Das Artepitheton scabrocostata leitet sich von den lateinischen Worten scaber für ‚rau‘ sowie costatus für ‚gerippt‘ ab.

## Beschreibung
Albuca scabrocostata ist ein  zwergiger Geophyt, der Albuca unifoliata ähnelt. Das einzelne Laubblatt ist jedoch nicht senkrecht, sondern schief aufrecht. Seine annähernd keulenförmige Blattspreite ist bis zu 6 Zentimeter lang und 0,6 Zentimeter breit. Die Oberseite ist flach oder etwas rinnig, die Unterseite konvex. Die Blattränder sind hyalin. Die Blattoberfläche ist mit aus rauen, vorstehenden, gerundeten Warzen bestehenden Rippen bedeckt.
Der Blütenstand erreicht eine Länge von bis zu 12 Zentimeter. Die kanariengelben Perigonblätter der Blüten besitzen dunkelgrüne Mittelnerven.

## Systematik und Verbreitung
Albuca scabrocostata ist in der südafrikanischen Provinz Nordkap im Richtersveld verbreitet.
Die Erstbeschreibung als Ornithogalum scabrocostatum durch Ute und Dietrich Müller-Doblies wurde 1996 veröffentlicht. John Charles Manning und Peter Goldblatt stellten die Art 2009 in die Gattung Albuca. Ein weiteres nomenklatorisches Synonym ist Coilonox scabrocostatum (U.Müll.-Doblies & D.Müll.-Doblies) Speta (2001).

## Nachweise